# Güyük
Güyük (in mongolo  Гүюг хаан, Güyug khaan  o Guyuk Khan (in tartaro: Гуюк, Gujuk; in mongolo Гүюг, Gùjug) (Khamag Mongol, 19 marzo 1206 – Xinjiang, 20 aprile 1248) è stato un condottiero mongolo, terzo khagan dal 1246 al 1248.

## Ascesa

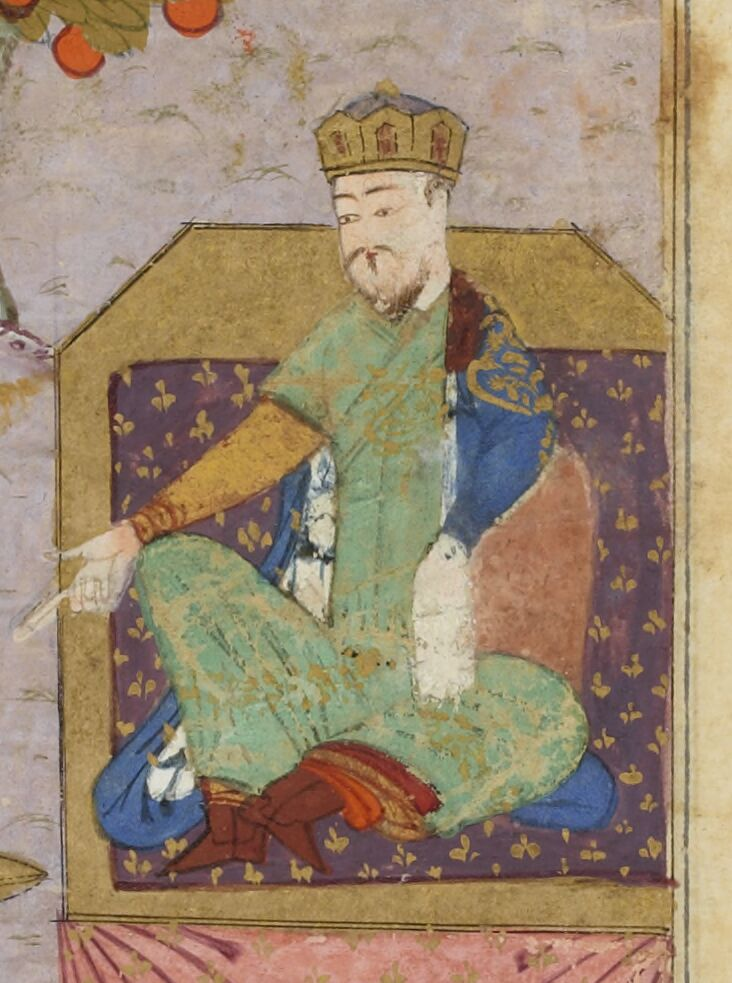
Guyuk in una miniatura persiana

Guyuk era il primo figlio di Ögödei e terzo Gran Khan dell'Impero mongolo. Nipote di Gengis Khan fu addestrato a servire come generale sotto di lui, partecipando alle scorrerie contro i Rus' di Kiev ed Est Europa tra il 1236 ed il 1241 assieme a Batu, poi khan dell'Orda d'Oro.
Alla morte del padre, dopo un periodo ad interim della madre Töregene Khatun (reggente dal 1241-1246), venne eletto dal quriltai come era d'uso tradizionalmente, ma solo grazie all'intercessione della madre. Al grande concilio intervennero regnanti, personalità e storici accorsi da tutto il mondo conosciuto.
Batu, carismatico Khan che controllava gran parte delle forze mongole centro-asiatiche ed occidentali, rifiutò fermamente questa risoluzione reclamando il Gran Khanato.

## Morte
La guerra civile era alle porte, Batu stava ripiegando sulla Mongolia con tutte le sue orde per affrontare colui che dal suo punto di vista era un usurpatore. Guyuk però, stanziato in Cina, morì sulla via di guerra presso l'odierna Xinjiang senza mai affrontare Batu. Perì a 42 anni per le conseguenze di un grave alcolismo. L'alcol ed il suo abuso era una piaga che aveva afflitto tutti i figli di Gengis Khan, anche se era culturalmente disprezzato ed aborrito con tutte le forze. Guyuk prima di morire aveva confidato di voler pianificare un attacco con tutte le sue orde sull'Europa, ma con la sua successione la politica espansionistica dell'Impero mongolo cambiò drasticamente fronte, rivolgendosi sulla Cina.